# Hjalmar Procopé (poet)
Hjalmar Fredrik Eugen Procopé,  född 28 april 1868 i Helsingfors, död 24 september 1927  i Borgå, var en finlandssvensk journalist, poet och dramatiker.

## Biografi
Fadern Berndt Feodor Georg Procopé var generallöjtnant i ryska armén i Finland med tjänstgöring i Helsingfors och Vasa. Modern var Agathe Louise von Knorring. Procopé gick i skola i Vasa och i Helsingfors, där han inackorderades som 15-åring. Efter att 1897 ha promoverats till magister i historia, valde han mellan att bli lärare och journalist. Han trodde att lärarbanan skulle medföra disciplinära problem och satsade därför på att bli tidningsredaktör. Som sådan verkade Procopé i Björneborg, där han efterträdde Karl August Tavaststjerna. Han var senare tidningsredaktör i Vasa, Tammerfors och Helsingfors.
År 1900, då han arbetade på Tammerfors Nyheter, gjorde han sin egentliga litterära debut med Dikter, som kom att följas av ytterligare åtta diktsamlingar. Under 1905 hade han framgång med både teaterpjäsen Belsazars gästabud (som sattes upp första gången 1906 med specialskriven pausmusik av hans vän Jean Sibelius), den uppmärksammade lyriksamlingen Mot öknen och pjäsen Åskvädret. Han beslöt sig då för att bli författare på heltid, med undantag för en liten tjänst som litterär rådgivare vid Svenska Teatern i Helsingfors 1909–1915. Välkomna sidoinkomster var de statliga författarstipendierna som han tilldelades 1907, 1909 och 1913–1914.
Ett av Procopés mest kända verk är kantaten Vid frågornas port, som var ett beställningsverk för Helsingfors universitets promotioner 1907. Den ingår i den prisbelönta diktsamlingen Röda skyar 1907, som följdes av diktsamlingarna Vers och Visa (1909) och Drömskeppet – Unilaiva (1910), vilka har dikter parallellt på svenska och finska i översättning av Eino Leino. Samma år utkom även diktsamlingen Oväder.
Procopé var verksam som översättare och är känd för att ha gjort fri bearbetning av verk som Heinrich Heines Sångernas bok och Henrik Ibsens Gillet på Solhaug.
Han blev den förste innehavaren av författarbostaden Diktarhemmet i Borgå. När bokförläggaren Holger Schildt och hans hustru Mathilda donerade sitt hem till Finlands svenska författarförening 1921, skrev de uttryckligen i gåvobrevet att huset skulle ”av föreningen besittas med full äganderätt, med villkor att gården iståndsättes till ett svenskt författarhem och att dess första innehavare blir skalden, filosofie magister Hjalmar Procopé”. Efter flyttningen till Diktarhemmet utkom diktsamlingen Diktarhemmet 1924, tillägnad Holger Schildt och Procopé avled där 1927.
Procopé var känd som en glad, cigarrökande och drickande sällskapsbroder, som hade det legendariska Esplanadkapellet i Helsingfors som sitt andra hem.

### Samlade upplagor och urval
- Dikter i urval. Stockholm: Björck & Börjesson. 1912. Libris 1638340
- Samlade dikter. Helsingfors: Schildt. 1920. Libris 73296
  -  Band 1, Mot öknen (2. uppl). Libris 73297
  -  Band 2, Röda skyar (2. uppl). Libris 73298
  -  Band 3, Vers och visa (2 uppl). Libris 73299
  -  Band 4, Oväder (2. uppl). 1920. Libris 73300
  -  Band 5, Under stjärnorna (3. uppl). Libris 73301
  -  Band 6, I sanden (2. uppl). Libris 73302
  -  Band [7, Osamse strängar]. Libris 19727896. http://urn.kb.se/resolve?urn=urn:nbn:se:kb:eod-73303
- Dikter i nytt urval. Stockholm: Almqvist & Wiksell. 1921. Libris 1476608

### Tolkningar
- Heine, Heinrich (1906). En vintersaga / fri försvenskning af Hjalmar Procopé. Hfors. Libris 2997660
- Ibsen, Henrik (1916). Gillet på Solhaug : skådespel i tre akter / fri försvenskning af Hjalmar Procopé. Teaterbibliotek, Svenska teaterföreningens i Finland. 11. 1916. Borgå. Libris 2720179
- Heine, Heinrich (1920). Sångernas bok : ett urval / i svensk omdiktning av Hjalmar Procopé. Stockholm. Libris 8074340 - Ny upplaga med illustrationer av Yngve Berg 1949.

## Kuriosa
- 1912 spelade han Goethe i den finska stumfilmen Jakten efter Margareta (Margaretaa ajetaan takaa), regisserad av K. E. Stålberg.
- Han har även skrivit nubbevisan Jag tar en sup, som bl.a. ingår i Teknologföreningens vid Tekniska högskolan, Helsingfors universitet sångbok (länk nedan).